# Jusheyus shogunus
Jusheyus shogunus är en kräftdjursart som beskrevs av Deets och Robert von Albkron Benz 1987. Jusheyus shogunus ingår i släktet Jusheyus och familjen Eudactalinidae. Inga underarter finns listade i Catalogue of Life.